# Estudiantes de Mérida Fútbol Club (femenino)
El Estudiantes de Mérida Fútbol Club (femenino) es un equipo de fútbol femenino profesional venezolano, se encuentra ubicado en la ciudad de Mérida, Mérida y actualmente participa en la Superliga femenina de fútbol de Venezuela, liga equivalente a la máxima división del fútbol femenino en Venezuela.

## Historia
Estudiantes de Mérida Fútbol Club (femenino)

## Uniforme
Estudiantes de Mérida Fútbol Club (femenino)
- Uniforme titular: camiseta , pantalón , medias .
- Uniforme alternativo: camiseta , pantalón , .

### Evolución del uniforme
| 2018 Local | 2018 Visitante |

### Indumentaria y patrocinador
| Periodo       | Proveedor   |
| ------------- | ----------- |
| 2018-presente | Ulter Sport |

| Periodo         | Patrocinador                                         |
| --------------- | ---------------------------------------------------- |
| 2018-Actualidad | Arant - Supplies / Gobernación Bolivariana de Mérida |

## Instalaciones
Estudiantes de Mérida Fútbol Club (femenino)

## Actual Directiva 2018
| Cargo                            | Nombre         |
| -------------------------------- | -------------- |
| Presidente                       | Christian Toni |
| Director Técnico Alexander Vento | ?              |
| Asistente Técnico Manuel Arias   | ?              |
| Preparador Físico Mateo Ramírez  | ?              |
| Utilero                          | ?              |
| Fisio Terapeuta                  | ?              |

## Palmarés

### Era Amateur
- Liga Nacional de Fútbol Femenino de Venezuela (2): 2003-04, 2004-05

- Copa Venezuela de Fútbol Femenino (0):

### Era Profesional
- Superliga femenina de fútbol de Venezuela (0):